# Hannah Barnes
Hannah Barnes (Tunbridge Wells, 4 maggio 1993) è un'ex ciclista su strada britannica. 
Attiva tra le Elite UCI dal 2014 al 2023, ha vinto una tappa al Giro d'Italia 2017 e il titolo mondiale 2018 nella cronometro a squadre.
È sorella maggiore di Alice Barnes, a sua volta ciclista.

## Palmarès
- 2014 (UnitedHealthcare Pro Cycling Women's Team, una vittoria)

1ª tappa Tour Femenino de San Luis (Villa Mercedes > Villa Mercedes)
- 2015 (UnitedHealthcare Pro Cycling Women's Team, cinque vittorie)

Gran Prix San Luis Femenino
1ª tappa Tour Femenino de San Luis (El Durazno > El Durazno)
2ª tappa Tour Femenino de San Luis (Villa Mercedes > Villa Mercedes)
4ª tappa Tour of the Gila (Silver City, cronometro)
5ª tappa The Women's Tour (Marlow > Hemel Hempstead)
- 2016 (Canyon-SRAM Racing, una vittoria)

Campionati britannici, Prova in linea Elite
- 2017 (Canyon-SRAM Racing, una vittoria)

3ª tappa Giro d'Italia (San Fior > San Vendemiano)
- 2018 (Canyon-SRAM Racing, quattro vittorie)

1ª tappa Setmana Ciclista Valenciana (Rótova > Gandia)
4ª tappa Setmana Ciclista Valenciana (Benidorm > Benidorm)
Classifica generale Setmana Ciclista Valenciana
Campionati britannici, Prova a cronometro Elite

### Altri successi
- 2015 (UnitedHealthcare Pro Cycling Women's Team)

Classifica giovani Tour Femenino de San Luis
Classifica giovani Tour of California
Classifica giovani The Women's Tour
- 2018 (Canyon-SRAM Racing)

Campionati del mondo, Cronosquadre
- 2019 (Canyon-SRAM Racing)

1ª tappa Giro Rosa (Cassano Spinola > Castellania, cronosquadre)

## Piazzamenti

### Grandi Giri
- Giro d'Italia

2014: 109ª
2017: 24ª
2018: ritirata (6ª tappa)
2019: 45ª
2020: 40ª
2021: 40ª
2022: 96ª
- Tour de France

2022: 100ª

### Competizioni mondiali
- Campionati del mondo

Copenhagen 2011 - In linea Juniores: 19ª
Ponferrada 2014 - In linea Elite: ritirata
Doha 2016 - Cronosquadre: 2ª
Doha 2016 - Cronometro Elite: 14ª
Doha 2016 - In linea Elite: 76ª
Bergen 2017 - Cronosquadre: 4ª
Bergen 2017 - Cronometro Elite: 9ª
Bergen 2017 - In linea Elite: 14ª
Innsbruck 2018 - Cronosquadre: vincitrice
Innsbruck 2018 - In linea Elite: 45ª
Yorkshire 2019 - In linea Elite: 62ª
Imola 2020 - In linea Elite: 36ª

### Competizioni continentali
- Campionati europei

Alkmaar 2019 - In linea Elite: 65ª
Plouay 2020 - In linea Elite: 20ª